# زیگبرت هورن
زیگبرت هورن (انگلیسی: Siegbert Horn; ۱۱ مهٔ ۱۹۵۰ – ۹ اوت ۲۰۱۶) قایقران کانو اهل آلمان بود.
وی در مسابقات کشوری و بین‌المللی در مجموع برندهٔ ۴ مدال طلا، ۲ مدال نقره، ۱ مدال برنز شده‌است.